# Ergasilus parasiluri
Ergasilus parasiluri is een eenoogkreeftjessoort uit de familie van de Ergasilidae. De wetenschappelijke naam van de soort is voor het eerst geldig gepubliceerd in 1936 door Yamaguti.